# Atratothemis reelsi
Atratothemis reelsi е вид водно конче от семейство Libellulidae.

## Разпространение
Видът е разпространен в Китай (Гуанси, Гуейджоу и Хайнан) и Лаос.